# 贤官镇
贤官镇，是中华人民共和国江苏省宿迁市沭阳县下辖的一个乡镇级行政单位。
2021年3月2日，撤销贤官镇、万匹乡，设立新的贤官镇。以原贤官镇、万匹乡的行政区域为新的贤官镇行政区域。

## 行政区划
贤官镇下辖以下地区：
沙河寺社区、贤官社区、蒋园社区、赵集社区、马庄社区、贤北村、马湖村、乔口村、万刘村、驻丘村、禅武村、淀湖村和官宜村。